# Oryctochlus mirificus
Oryctochlus mirificus är en tvåvingeart som beskrevs av Kalugina 1993. Oryctochlus mirificus ingår i släktet Oryctochlus och familjen fjädermyggor. Inga underarter finns listade i Catalogue of Life.